# 北极乡
北极乡，是中华人民共和国四川省巴中市南江县曾经下辖的一个乡。2019年12月，撤销北极乡，将其所辖行政区域划归大河镇管辖。

## 行政区划
北极乡撤销前下辖以下地区：
梭罗坪村、芭蕉溪村、中坊坪村、范家山村和乌龙垭村。